# Parque Nacional da Serra da Bodoquena

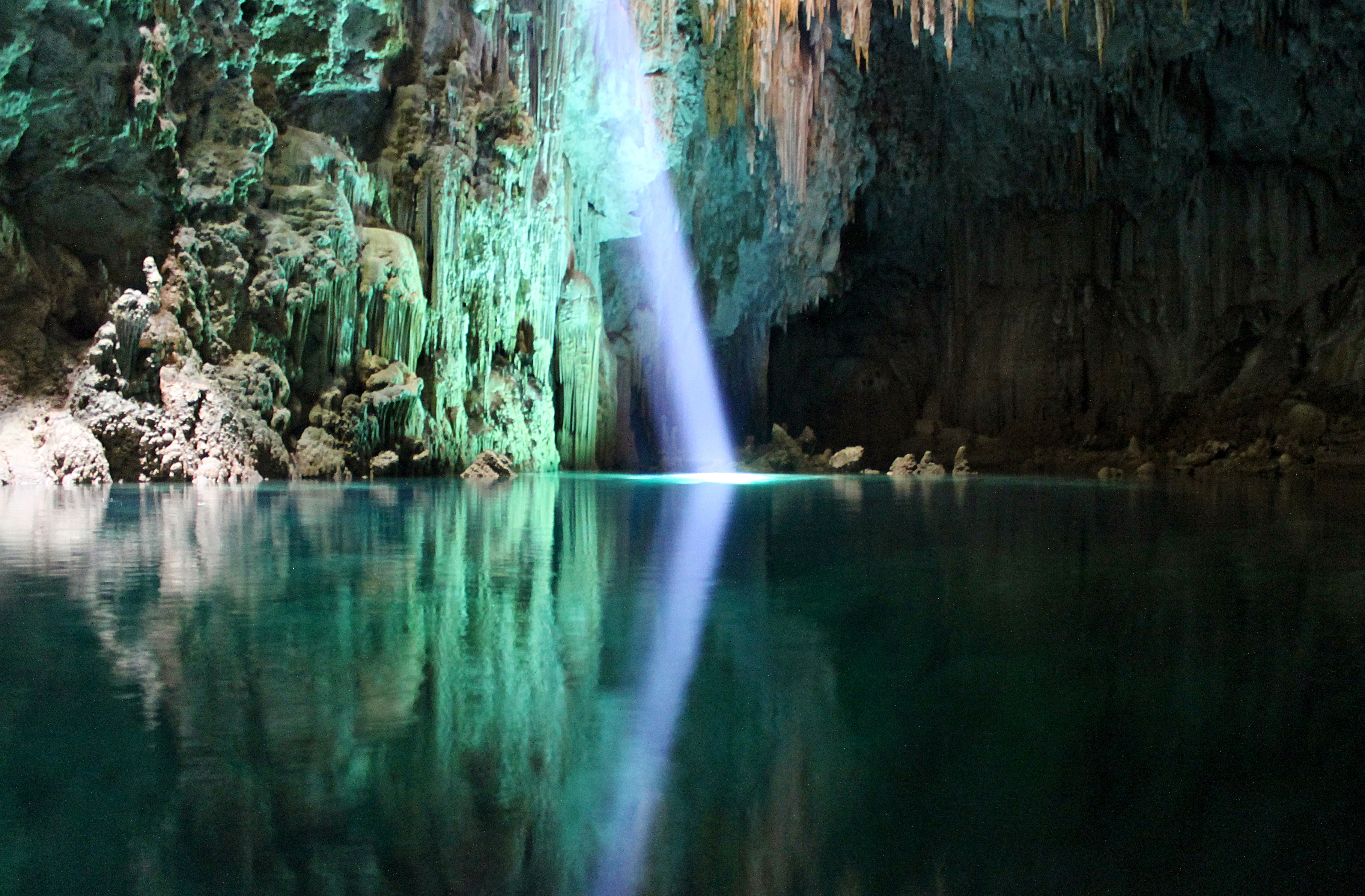
Abismo Anhumas

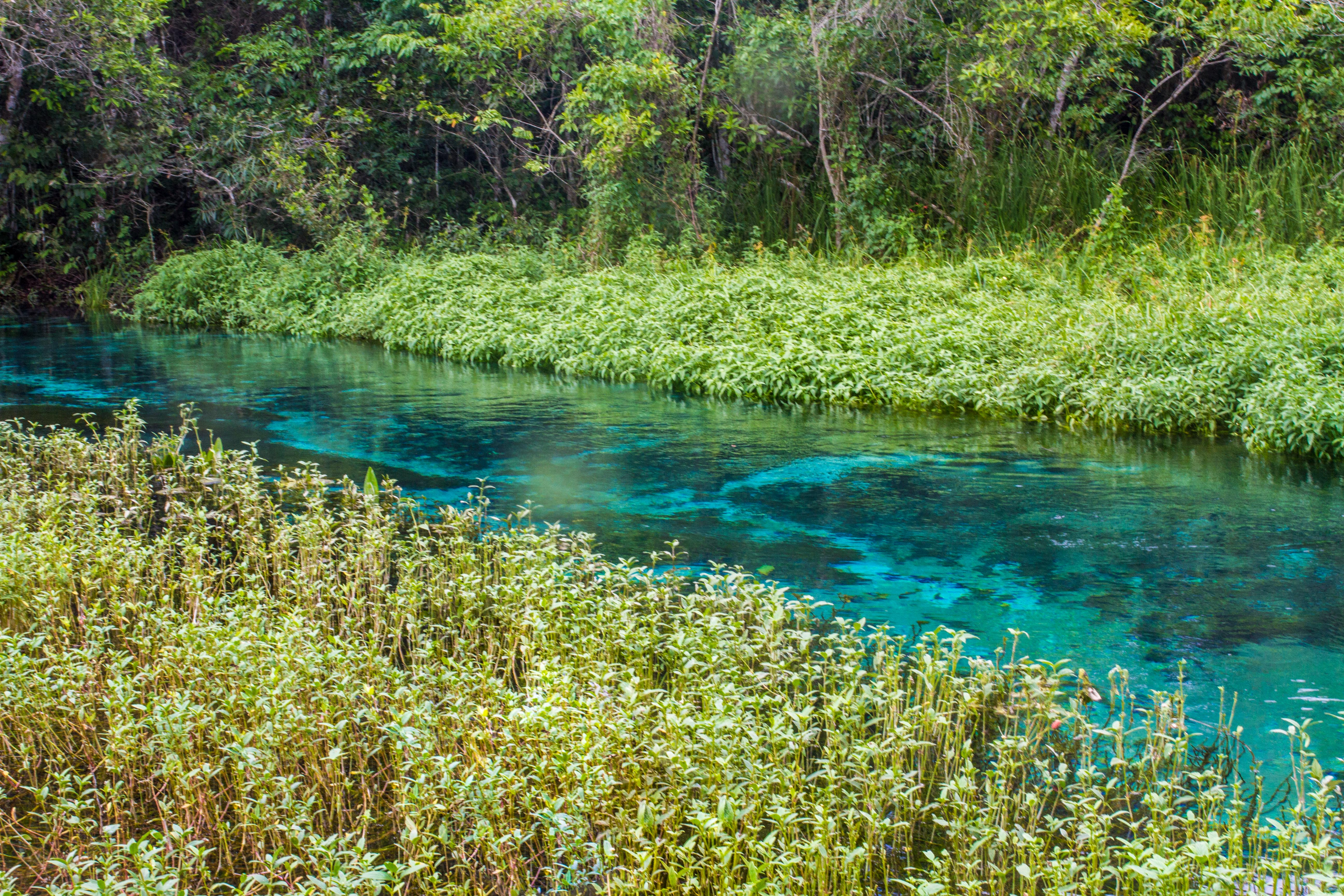
O rio Sucuri, na Serra da Bodoquena.

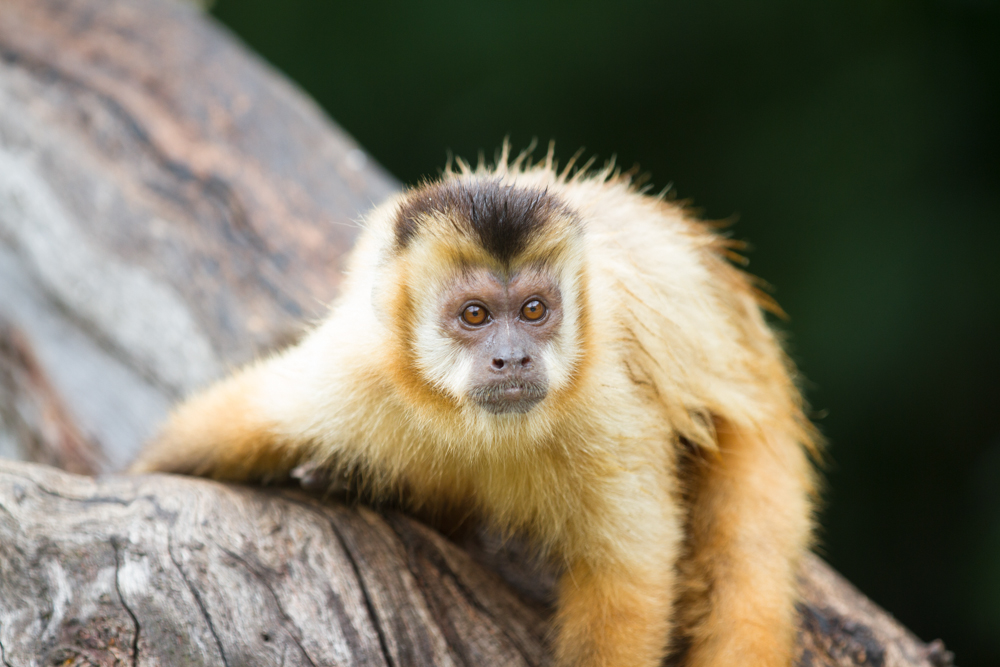
Macaco-prego no parque nacional.

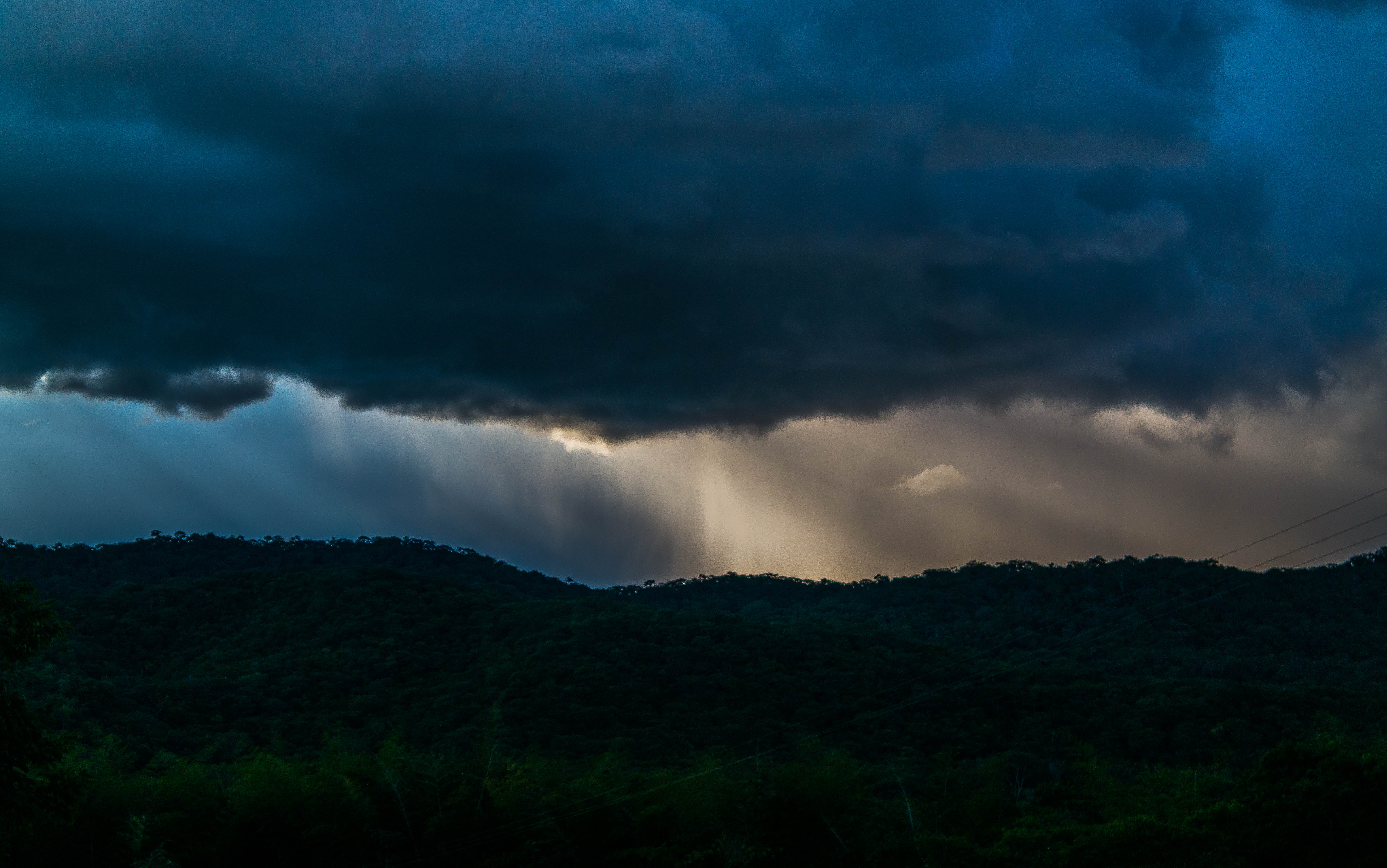
Raios de Sol por cima da serra durante uma tempestade.

O Parque Nacional da Serra da Bodoquena, criado em novembro de 2000, com 76.400 ha, é administrado pelo Instituto Chico Mendes de Conservação da Biodiversidade (ICMBio). A Serra da Bodoquena, situada na borda sudoeste do Complexo do Pantanal, no estado do Mato Grosso do Sul, é um dos mais interessantes ecossistemas do Pantanal. É formada pelas cidades de Porto Murtinho, Bonito, Jardim, Miranda e Bodoquena.

## Conservação
O parque é classificado como área de proteção II da IUCN (parque nacional). Tem como objetivo preservar ecossistemas naturais de grande relevância ecológica e beleza cênica, possibilitando pesquisas científicas, educação ambiental, recreação ao ar livre e ecoturismo. As espécies protegidas incluem o cascudo-cego (Ancistrus formoso), a onça-pintada (Panthera onca) e o puma (Puma concolor).

## Geografia
O parque pertence ao bioma cerrado. Abrange uma área de 77.022 hectares, foi criada em 21 de setembro de 2000 e é administrada pelo Instituto Chico Mendes de Conservação da Biodiversidade. O parque fica na Reserva da Biosfera do Pantanal, que também inclui os parques nacionais do Pantanal, Chapada dos Guimarães e Emas, além dos parques estaduais da Serra de Santa Bárbara, Nascentes do Rio Taquari e Pantanal do Rio Negro. Abrange partes dos municípios de Porto Murtinho, Jardim, Bonito e Bodoquena, no Mato Grosso do Sul.

### Geologia
Turfas calcárias modernas e antigas, estas últimas situadas em canais de drenagem abandonados, apresentam excelentes moldes de folhas, os quais, juntamente com estudos de isótopos de carbono e oxigênio, possibilitam interpretações paleoclimáticas e paleo-hidrológicas. Além deste interesse científico, as tufas calcárias formam conjuntos paisagísticos de inusitada beleza, muito procurados pelos turistas, motivos estes que implicam na necessidade de preservação deste depósitos e atenção especial para a qualidade das águas de seus rios, do que depende a continuidade do processo de formação destes depósitos

### Hidrografia
Os rios da região são conhecidos por suas águas muito cristalinas e bicarbonatadas, de gosto salobro. Tal transparência deve-se aos seguintes fatores: a saída da nascente com pouquíssima turbidez, não adquirindo argila em seu movimento, nas nascentes rochas calcárias muito puras evitam a presença de argila. Este calcário presente nos rios que vem de tais rochas presentes nas nascentes age como um filtro, depositando as impurezas no fundo, onde rochas encontram-se em permanente dissolução e através de fraturas no solo formam cavernas, abismos e condutos subterrâneos

### Flora
Além do cerrado, vegetação típica do Brasil Central, encontra-se nos topos de morros, solos calcários e afloramentos rochosos onde ocorre a Floresta Estacional Decidual, onde as plantas perdem todas as folhas na época da estiagem. Em outros ambientes está presente a Floresta Estacional Semidecidual, que perde apenas parte das folhas no neste mesmo período. As matas ciliares presentes nas beiras dos rios e cursos de água, perdem poucas folhas, possibilitando que a umidade seja grande em toda mata.Além, disso a mata ciliar faz papel de em grande protetor das águas cristalinas dos rios, protegendo o solo das chuvas fortes e evitando que o rio seja assoreado por montes de terra levados por estas.

### Fauna
A fauna no Planalto da Bodoquena é interessante por seus hábitos. No período seco o agito deles é sinal de que para proporcionar o nascimento de seus filhotes no período da primavera e cresçam quando a oferta de alimentos é maior. Existe simbiose muito harmoniosa entre as espécies da Serra da Bodoquena. Pássaros e capivaras são um exemplo, afinal as pulgas viram alimentos para os pássaros e a capivara ganha limpeza. O mesmo ocorre com os jacarés do papo amarelo, comuns na região e as borboletas. Até o momento se conhece mais de 340 espécies de aves, 195 de mamíferos e 50 de peixes.

### Clima
O clima tropical, com temperatura média variando de 25 a 30° C no verão de 15 a 20º C no inverno, podendo atingir 0 a 40 º C. O verão é chuvoso, e o inverno seco são as duas estações presentes no Planalto da Bodoquena. A média pluviométrica varia de 1200 a 1500 mm anuais e o período seco dura 3 a 4 meses com breves estiagens de maio a agosto. No Planalto da Bodoquena, situado na borda sudeste do complexo do Pantanal, Estado de Mato Grosso do Sul, encontram-se em desenvolvimento inúmeros depósitos de tufas calcárias ao longo da drenagem atual na forma de cachoeiras e barragens naturais. A turbidez das águas dos rios é praticamente nula, e isto se deve ao fato de suas cabeceiras, que cortam o planalto e desembocam na margem esquerda do Rio Miranda, situarem-se em áreas de exposição de calcários muito puros.